# Список найкращих бомбардирів італійської Серії А

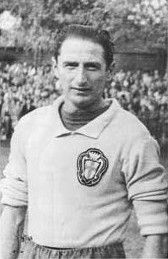
Сільвіо Піола—найкращий бомбардир в історії італійського футболу.

У списку найкращих бомбардирів італійської Серії А наведені показники футболістів, які забили в цьому змаганні не менше 100 голів. Джузеппе Меацца став першим гравцем, який виконав норматив. Для цього йому знадобилося п'ять сезонів. В наступні три сезони цю межу подолали Антоніо Вояк, Анджело Ск'явіо, Сільвіо Піола і Джованні Феррарі. Позначку в 200 забитих м'ячів першим також подолав Джузеппе Меацца. Подвійний норматив виконали семеро гравців. З сезону 1948/49 список очолює Сільвіо Піола. Він завершив виступи з показником у 274 голи в 537 матчах Серії А. Троє гравців з цього списку покращили свої показники у сезоні 2020/2021: Чіро Іммобіле забив 20 голів, Златан Ібрагімович — 15, Фабіо Квальярелла — 13.Поповнили список бельгієць Дріс Мертенс і македонець Горан Пандев.
Не враховують забиті м'ячі:
- В аматорських національних першостях (1898—1929);
- У воєнному чемпіонаті 1943/44, що відбувся тільки на півночі Італії (південь був окупований військами антигітлеровської коаліції);
- У першому повоєнному чемпіонаті 1945/46, що проходив за багатоступеновою системою і в ньому брали участь команди з Серії А і Серії В.

З врахуванням вищезазначених турнірів більшу кількість голів в елітному дивізіоні чемпіонату Італії забивали сімнадцять футболістів з цього списку:
- Сільвіо Піола — 317 (+43)[1]
- Джузеппе Меацца — 269 (+53)[3]
- Анджело Ск'явіо — 247 (+138)[4]
- Гульєльмо Габетто — 207 (+42)[5]
- Карло Регуццоні — 199 (+44)[6]
- Амедео Амадеї — 189 (+15)[7]
- Джованні Феррарі — 174 (+62)[8]
- Адріано Бассетто — 159 (+10)[9]
- Антоніо Вояк — 152 (+46)[10]
- П'єтро Ферраріс — 150 (+27)[11]
- Феліче Борель — 148 (+17)[12]
- Етторе Пурічеллі — 143 (+23)[13]
- Джузеппе Бальдіні — 131 (+21)[14]
- Ріккардо Карапеллезе — 117 (+6)[15]
- Джино Каппелло — 115 (+11)[16]
- Альдо Боффі — 112 (+3)[17]
- Джино Армано — 107 (+1)[18]

Дані в таблиці наведені після закінчення сезону 2022/23

## 1— 20
| №  | Країна            | Гравець               | Матчі | Голи | Голів за матч | Роки      | Клуби | Пр.          |
| -- | ----------------- | --------------------- | ----- | ---- | ------------- | --------- | --- | ------------ |
| 1  | Італія            | Сільвіо Піола         | 537   | 274  | 0,51          | 1929–1954 | «Про Верчеллі» (51), «Лаціо» (143), «Ювентус» (10), «Новара» (70)                                                          | [ 1 ] [ 19 ] |
| 2  | Італія            | Франческо Тотті       | 619   | 250  | 0,40          | 1992–2017 | «Рома» | [ 20 ]       |
| 3  | Швеція            | Гуннар Нордаль        | 291   | 225  | 0,77          | 1948–1958 | «Мілан» (210), «Рома» (15)                                                                                                 | [ 21 ]       |
| 4  | Італія            | Джузеппе Меацца       | 376   | 216  | 0,57          | 1929–1947 | «Інтернаціонале» (197), «Мілан» (9), «Ювентус» (10)                                                                        | [ 3 ] [ 22 ] |
| 5  | Бразилія · Італія | Жозе Алтафіні         | 459   | 216  | 0,47          | 1958–1976 | «Мілан» (120), «Наполі» (71), «Ювентус» (25)                                                                               | [ 23 ]       |
| 6  | Італія            | Антоніо Ді Натале     | 445   | 209  | 0,47          | 2002–2016 | «Емполі» (18), «Удінезе» (191)                                                                                             | [ 24 ]       |
| 7  | Італія            | Роберто Баджо         | 453   | 205  | 0,45          | 1985–2004 | «Фіорентіна» (39), «Ювентус» (78), «Мілан» (12), «Болонья» (22), «Інтернаціонале» (9), «Брешія» (45)                       | [ 25 ]       |
| 8  | Італія            | Чіро Іммобіле         | 352   | 201  | 0,57          | 2008–2024 | «Дженоа» (5), «Торіно» (27), «Лаціо» (169)                                                                                 | [ 26 ]       |
| 9  | Швеція            | Курт Хамрін           | 400   | 190  | 0,48          | 1956–1971 | «Ювентус» (8), «Падова» (20), «Фіорентіна» (150), «Мілан» (9), «Наполі» (3)                                                | [ 27 ]       |
| 10 | Італія            | Джузеппе Сіньйорі     | 352   | 188  | 0,53          | 1991–2004 | «Фоджа» (11), «Лаціо» (107), «Сампдорія» (3), «Болонья» (67)                                                               | [ 28 ]       |
| 11 | Італія            | Алессандро Дель П'єро | 478   | 188  | 0,39          | 1993–2012 | «Ювентус» | [ 29 ]       |
| 12 | Італія            | Альберто Джилардіно   | 514   | 188  | 0,37          | 1999–2018 | «П'яченца» (3), «Верона» (5), «Парма» (50), «Мілан» (36), «Фіорентіна» (52), «Дженоа» (19), «Болонья» (13), «Палермо» (10) | [ 30 ]       |
| 13 | Аргентина         | Габрієль Батістута    | 318   | 184  | 0,58          | 1991–2003 | «Фіорентіна» (152), «Рома» (30), «Інтернаціонале» (2)                                                                      | [ 31 ]       |
| 14 | Італія            | Фабіо Квальярелла     | 556   | 182  | 0,34          | 1999–2022 | «Асколі» (3), «Сампдорія» (101), «Удінезе» (25), «Наполі» (11), «Ювентус» (23), «Торіно» (18)                              | [ 32 ]       |
| 15 | Італія            | Джамп'єро Боніперті   | 444   | 178  | 0,40          | 1946–1961 | «Ювентус» | [ 33 ]       |
| 16 | Італія            | Амедео Амадеї         | 423   | 174  | 0,41          | 1936–1956 | «Рома» (85), «Інтернаціонале» (42), «Наполі» (47)                                                                          | [ 7 ] [ 34 ] |
| 17 | Італія            | Джузеппе Савольді     | 405   | 168  | 0,41          | 1965–1982 | «Аталанта» (17), «Болонья» (96), «Наполі» (55)                                                                             | [ 35 ]       |
| 18 | Італія            | Гульєльмо Габетто     | 322   | 165  | 0,51          | 1934–1949 | «Ювентус» (85), «Торіно» (80)                                                                                              | [ 5 ] [ 36 ] |
| 19 | Італія            | Роберто Бонінсенья    | 366   | 163  | 0,45          | 1965–1979 | «Варезе» (5), «Кальярі» (23), «Інтернаціонале» (113), «Ювентус» (22)                                                       | [ 37 ]       |
| 20 | Італія            | Лука Тоні             | 344   | 157  | 0,46          | 2000–2016 | «Віченца» (9), «Брешія» (15), «Палермо» (20), «Фіорентіна» (55), «Рома» (5), «Дженоа» (3), «Ювентус» (2), «Верона» (48)    | [ 38 ]       |

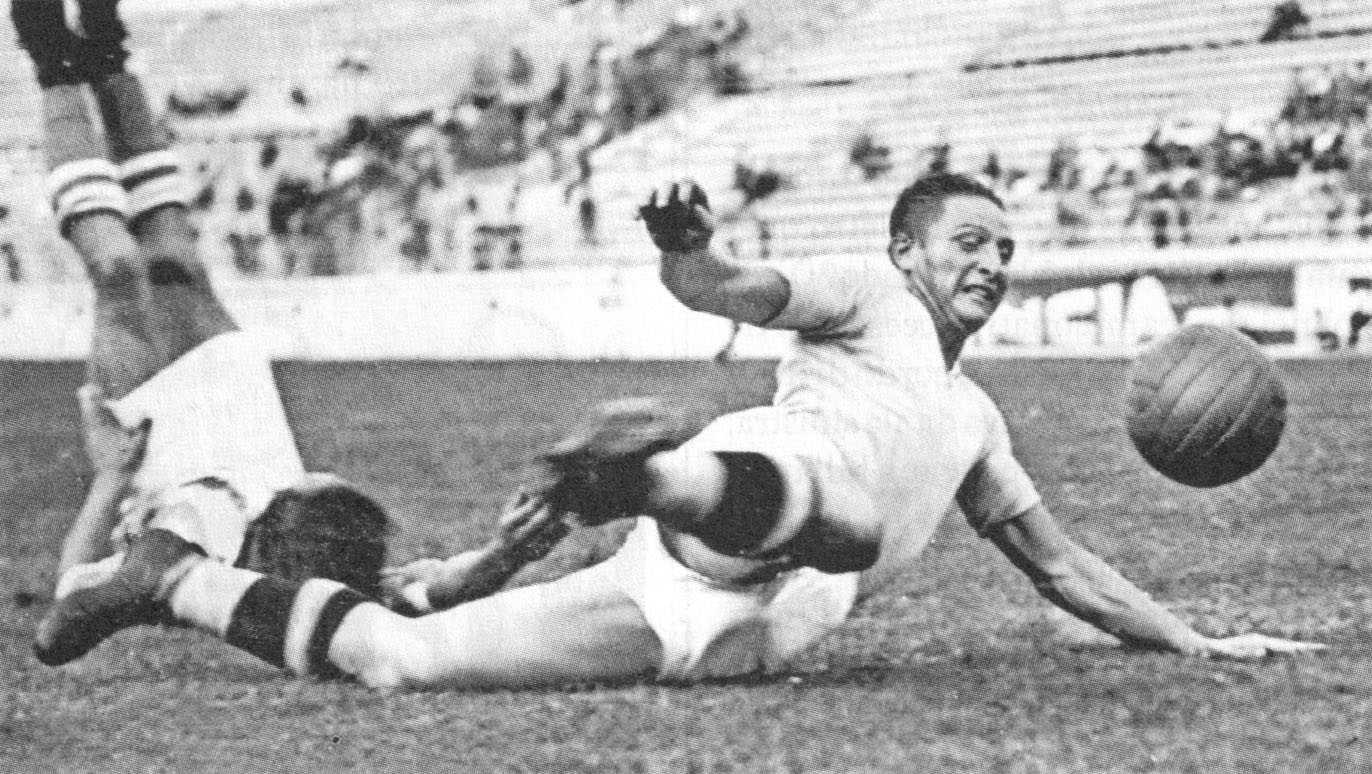
Найкращий голеадор Серії А Сільвіо Піола в одному з матчів 1937 року.
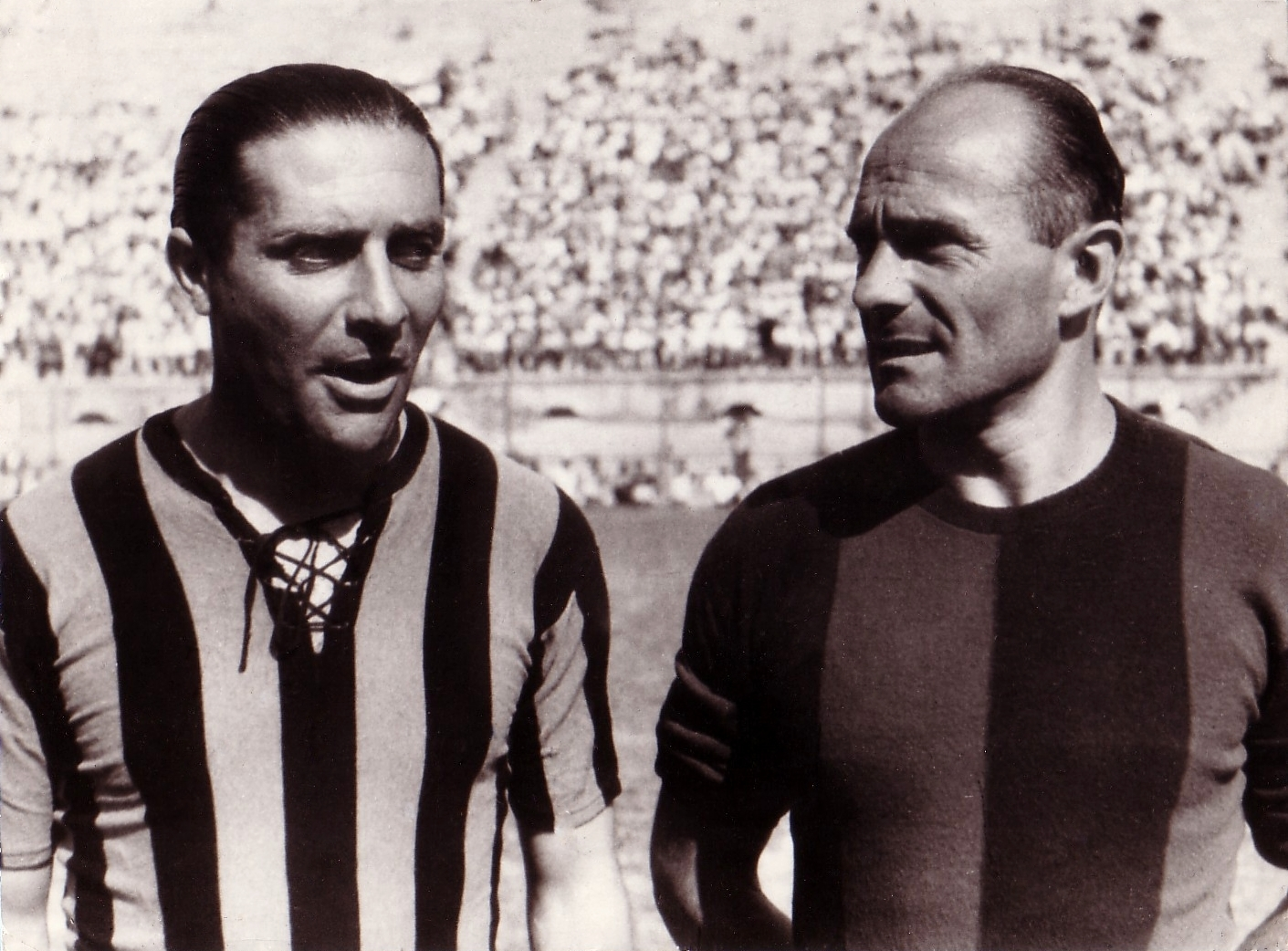
Джузеппе Меацца і Амедео Б'яваті (1946 рік).

## 21 — 40
| №  | Країна             | Гравець               | Матчі | Голи | Голів за матч | Роки      | Клуби | Пр.          |
| -- | ------------------ | --------------------- | ----- | ---- | ------------- | --------- | --- | ------------ |
| 21 | Швеція             | Златан Ібрагімович    | 283   | 156  | 0,55          | 1997–2023 | «Ювентус» (23), «Інтернаціонале» (57), «Мілан» (76)                                                               | [ 39 ]       |
| 22 | Італія             | Луїджі Ріва           | 289   | 156  | 0,54          | 1964–1976 | «Кальярі» | [ 40 ]       |
| 23 | Італія             | Філіппо Індзагі       | 370   | 156  | 0,42          | 1995–2012 | «Парма» (2), «Аталанта» (24), «Ювентус» (57), «Мілан» (73)                                                        | [ 41 ]       |
| 24 | Італія             | Роберто Манчіні       | 541   | 156  | 0,29          | 1981–2000 | «Болонья» (9), «Сампдорія» (132), «Лаціо» (15)                                                                    | [ 42 ]       |
| 25 | Бразилія           | Луїс Вінісіо          | 348   | 155  | 0,45          | 1955–1968 | «Наполі» (69), «Болонья» (17), «Віченца» (68), «Інтернаціонале» (1)                                               | [ 43 ]       |
| 26 | Італія             | Карло Регуццоні       | 401   | 155  | 0,39          | 1929–1948 | «Про Патріа» (14), «Болонья» (141)                                                                                | [ 6 ] [ 44 ] |
| 27 | Угорщина           | Стефано Ньєрш         | 236   | 153  | 0,65          | 1948–1956 | «Інтернаціонале» (133), «Рома» (20)                                                                               | [ 45 ]       |
| 28 | Аргентина          | Ернан Креспо          | 340   | 153  | 0,45          | 1996–2012 | «Парма» (72), «Лаціо» (39), «Інтернаціонале» (27), «Мілан» (10), «Дженоа» (5)                                     | [ 46 ]       |
| 29 | Італія             | Адріано Бассетто      | 329   | 149  | 0,45          | 1946–1958 | «Сампдорія» (92), «Аталанта» (56), «Віченца» (1)                                                                  | [ 9 ] [ 47 ] |
| 30 | Аргентина · Італія | Омар Сіворі           | 278   | 147  | 0,53          | 1957–1969 | «Ювентус» (135), «Наполі» (12)                                                                                    | [ 48 ]       |
| 31 | Італія             | Крістіан В'єрі        | 264   | 142  | 0,54          | 1991–2009 | «Торіно» (1), «Аталанта» (11), «Ювентус» (8), «Лаціо» (12), «Інтернаціонале» (103), «Мілан» (1), «Фіорентіна» (6) | [ 49 ]       |
| 32 | Італія             | Беніто Лоренці        | 330   | 142  | 0,43          | 1947–1959 | «Інтернаціонале» (138), «Алессандрія» (4)                                                                         | [ 50 ]       |
| 33 | Італія             | Паоло Пулічі          | 401   | 142  | 0,35          | 1967–1985 | «Торіно» (134), «Удінезе» (5), «Фіорентіна» (3)                                                                   | [ 51 ]       |
| 34 | Італія             | Марко Ді Вайо         | 342   | 142  | 0,42          | 1994–2012 | «Лаціо» (3), «Салернітана» (12), «Парма» (41), «Ювентус» (18), «Дженоа» (3), «Болонья» (65)                       | [ 52 ]       |
| 35 | Італія             | Вінченцо Монтелла     | 285   | 141  | 0,49          | 1996–2009 | «Сампдорія» (58), «Рома» (83)                                                                                     | [ 53 ]       |
| 36 | Данія              | Йон Гансен            | 214   | 139  | 0,65          | 1948–1955 | «Ювентус» (124), «Лаціо» (15)                                                                                     | [ 54 ]       |
| 37 | Італія             | Енріко К'єза          | 380   | 138  | 0,36          | 1988–2008 | «Сампдорія» (23), «Кремонезе» (14), «Парма» (33), «Фіорентіна» (34), «Лаціо» (2), «Сієна» (32)                    | [ 55 ]       |
| 38 | Італія             | Серджіо Брігенті      | 311   | 136  | 0,44          | 1952–1965 | «Інтернаціонале» (20), «Трієстіна» (13), «Падова» (50), «Сампдорія» (43), «Модена» (10)                           | [ 56 ]       |
| 39 | Італія             | Роберто Пруццо        | 331   | 133  | 0,40          | 1973–1989 | «Дженоа» (27), «Рома» (106)                                                                                       | [ 57 ]       |
| 40 | Італія             | Алессандро Альтобеллі | 337   | 132  | 0,39          | 1977–1989 | «Інтернаціонале» (128), «Ювентус» (4)                                                                             | [ 58 ]       |

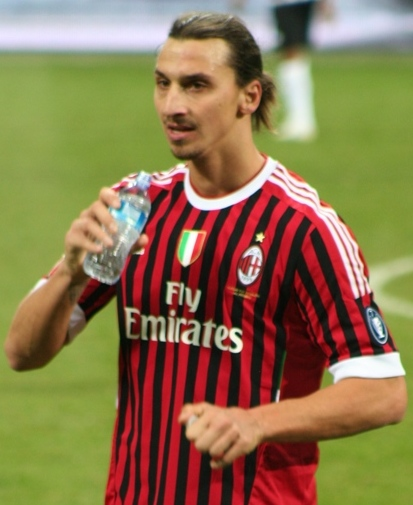
Златан Ібрагімович (сезон 2011-12).

## 41— 60
| №  | Країна           | Гравець               | Матчі | Голи | Голів за матч | Роки      | Клуби                                                                                   | Пр.           |
| -- | ---------------- | --------------------- | ----- | ---- | ------------- | --------- | --------------------------------------------------------------------------------------- | ------------- |
| 41 | Італія           | Феліче Плачідо Борель | 257   | 131  | 0,51          | 1932–1947 | «Ювентус» (124), «Торіно» (7)                                                           | [ 12 ] [ 59 ] |
| 42 | Італія           | Еціо Паскутті         | 296   | 130  | 0,44          | 1955–1969 | «Болонья»                                                                               | [ 60 ]        |
| 43 | Італія           | Франческо Граціані    | 353   | 130  | 0,37          | 1973–1987 | «Торіно» (97), «Фіорентіна» (14), «Рома» (12), «Удінезе» (7)                            | [ 61 ]        |
| 44 | Італія           | Роберто Беттега       | 326   | 129  | 0,40          | 1970–1983 | «Ювентус»                                                                               | [ 62 ]        |
| 45 | Італія           | Джанні Рівера         | 527   | 128  | 0,24          | 1958–1979 | «Алессандрія» (6), «Мілан» (122)                                                        | [ 63 ]        |
| 46 | Україна          | Андрій Шевченко       | 208   | 127  | 0,61          | 1999–2006 | «Мілан»                                                                                 | [ 64 ]        |
| 47 | Аргентина        | Гонсало Ігуаїн        | 224   | 125  | 0,56          | 2013–2020 | «Наполі» (71), «Ювентус» (48), «Мілан» (6)                                              | [ 65 ]        |
| 48 | Франція          | Давід Трезеге         | 214   | 123  | 0,57          | 2000–2010 | «Ювентус»                                                                               | [ 66 ]        |
| 49 | Аргентина        | Пауло Дибала          | 323   | 123  | 0,38          | 2012–2024 | «Палермо» (16), «Ювентус» (82), «Рома» (25)                                             |               |
| 50 | Італія           | Джанлука Віаллі       | 325   | 123  | 0,38          | 1984–1996 | «Сампдорія» (85), «Ювентус» (38)                                                        | [ 67 ]        |
| 51 | Італія           | Ренцо Буріні          | 330   | 123  | 0,37          | 1947–1959 | «Мілан» (88), «Лаціо» (35)                                                              | [ 68 ]        |
| 52 | Італія           | П'єтро Ферраріс       | 469   | 123  | 0,26          | 1929–1950 | «Про Верчеллі» (19), «Наполі» (13), «Інтернаціонале» (43), «Торіно» (28), «Новара» (20) | [ 11 ] [ 69 ] |
| 53 | Італія           | Доменіко Берарді      | 314   | 122  | 0,39          | 2013–2024 | «Сассуоло»                                                                              | [ 70 ]        |
| 54 | Аргентина        | Мауро Ікарді          | 219   | 121  | 0,55          | 2012–2019 | «Сампдорія» (10), «Інтернаціонале» (111)                                                | [ 71 ]        |
| 55 | Колумбія         | Дуван Сапата          | 318   | 121  | 0,38          | 2013–2024 | «Наполі» (11), «Удінезе» (18), «Сампдорія» (11), «Аталанта» (69), «Торіно» (12)         | [ 72 ]        |
| 56 | Уругвай · Італія | Етторе Пурічеллі      | 212   | 120  | 0,57          | 1938–1949 | «Болонья» (80), «Мілан» (40)                                                            | [ 13 ] [ 73 ] |
| 57 | Італія           | Крістіано Лукареллі   | 302   | 120  | 0,40          | 1997–2011 | «Аталанта» (5), «Лечче» (27), «Торіно» (10), «Ліворно» (73), «Парма» (4), «Наполі» (1)  | [ 74 ]        |
| 58 | Італія           | Джино Півателлі       | 254   | 119  | 0,47          | 1953–1963 | «Болонья» (105), «Наполі» (3), «Мілан» (11)                                             | [ 75 ]        |
| 59 | Аргентина        | Абель Бальбо          | 253   | 117  | 0,46          | 1989–2002 | «Удінезе» (32), «Рома» (78), «Парма» (4), «Фіорентіна» (3)                              | [ 76 ]        |
| 60 | Італія           | Алессандро Маццола    | 417   | 116  | 0,28          | 1960–1977 | «Інтернаціонале»                                                                        | [ 77 ]        |

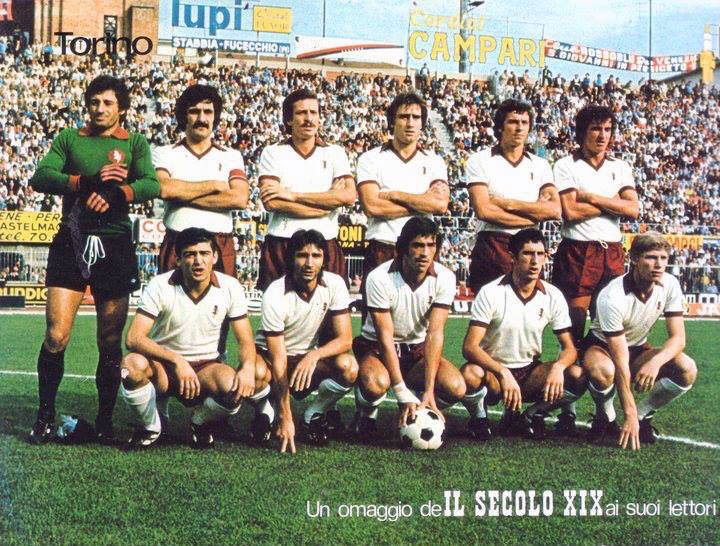
Гравці «Торіно» перед грою з «Болонью» 5 жовтня 1975 року. Франческо Граціані четвертий зліва у першому ряду.
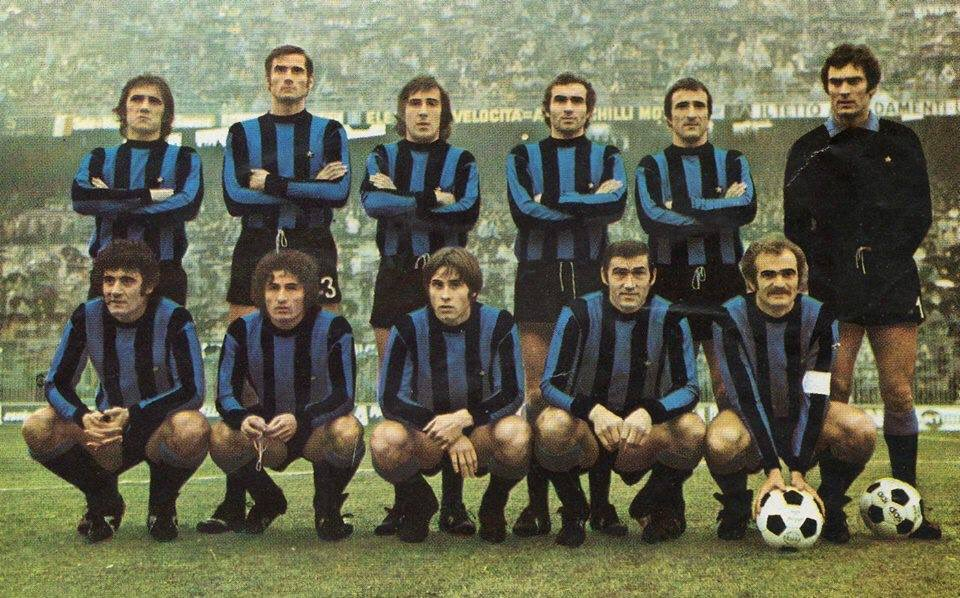
«Інтер» перед початком одного з матчів у сезоні 1973/74. Капітан команди Алессандро Маццола.

## 61— 80
| №  | Країна               | Гравець              | Матчі | Голи | Голів за матч | Роки      | Клуби | Пр.           |
| -- | -------------------- | -------------------- | ----- | ---- | ------------- | --------- | --- | ------------- |
| 61 | Італія               | Джампаоло Паццині    | 383   | 115  | 0,30          | 2004–2020 | «Аталанта» (3), «Фіорентіна» (25), «Сампдорія» (36), «Інтернаціонале» (16), «Мілан» (21), «Верона» (14)                                                                          | [ 78 ]        |
| 62 | Бельгія              | Дріс Мертенс         | 295   | 113  | 0,38          | 2013–2022 | «Наполі» | [ 79 ]        |
| 63 | Італія               | Нікола Аморузо       | 380   | 113  | 0,30          | 1993–2011 | «Сампдорія» (3), «Падова» (14), «Ювентус» (9), «Перуджа» (11), «Наполі» (10), «Комо» (6), «Модена» (5), «Мессіна» (5), «Реджина» (40), «Торіно» (4), «Парма» (5), «Аталанта» (1) | [ 80 ]        |
| 64 | Уругвай              | Едінсон Кавані       | 213   | 112  | 0,53          | 2007–2013 | «Палермо» (34), «Наполі» (78) | [ 81 ]        |
| 65 | Італія               | Антоніо Кассано      | 400   | 112  | 0,28          | 1999–2016 | «Барі» (6), «Рома» (39), «Сампдорія» (37), «Мілан» (7), «Інтернаціонале» (7), «Парма» (17)                                                                                       | [ 82 ]        |
| 66 | Італія               | Джованні Феррарі     | 316   | 112  | 0,35          | 1929–1942 | «Алессандрія» (19), «Ювентус» (67), «Інтернаціонале» (24), «Болонья» (2) | [ 8 ] [ 83 ]  |
| 67 | Італія               | Андреа Белотті       | 329   | 110  | 0,33          | 2014–2024 | «Палермо» (6), «Торіно» (100), «Рома» (3), «Фіорентіна» (1) | [ 84 ]        |
| 68 | Італія               | Серджо Пелліссьє     | 459   | 112  | 0,24          | 2002–2019 | «К'єво» | [ 85 ]        |
| 69 | Італія               | Ріккардо Карапеллезе | 315   | 111  | 0,35          | 1946–1957 | «Мілан» (53), «Торіно» (28), «Ювентус» (9), «Дженоа» (22) | [ 15 ] [ 86 ] |
| 70 | Італія               | Лоренцо Беттіні      | 270   | 110  | 0,41          | 1952–1963 | «Палермо» (8), «Рома» (9), «Удінезе» (67), «Лаціо» (15), «Інтернаціонале» (9), «Модена» (2)                                                                                      | [ 87 ]        |
| 71 | Італія               | Карло Галлі          | 305   | 110  | 0,36          | 1949–1966 | «Палермо» (16), «Рома» (40), «Мілан» (47), «Дженоа» (3), «Лаціо» (4) | [ 88 ]        |
| 72 | Італія               | Бруно Джордано       | 319   | 110  | 0,34          | 1975–1992 | «Лаціо» (68), «Наполі» (23), «Асколі» (12), «Болонья» (7) | [ 89 ]        |
| 73 | Італія               | Джузеппе Бальдіні    | 346   | 110  | 0,32          | 1939–1955 | «Фіорентіна» (8), «Інтернаціонале» (6), «Сампдорія» (71), «Дженоа» (6), «Комо» (19)                                                                                              | [ 14 ] [ 90 ] |
| 74 | Італія               | Альдо Боффі          | 163   | 109  | 0,67          | 1936–1943 | «Мілан» | [ 17 ] [ 91 ] |
| 75 | Італія               | Анджело Ск'явіо      | 179   | 109  | 0,61          | 1929–1938 | «Болонья» | [ 4 ] [ 92 ]  |
| 76 | ПАР · Італія         | Едді Фірмані         | 194   | 108  | 0,56          | 1955–1963 | «Сампдорія» (52), «Інтернаціонале» (48), «Дженоа» (8) | [ 93 ]        |
| 77 | Боснія і Герцеговина | Едін Джеко           | 268   | 107  | 0,40          | 2015–2023 | «Рома» (85), «Інтернаціонале» (22) |               |
| 78 | Бразилія             | Діно да Коста        | 281   | 107  | 0,38          | 1955–1966 | «Рома» (71), «Фіорентіна» (7), «Аталанта» (18), «Ювентус» (11) | [ 94 ]        |
| 79 | Італія               | Антоніо Вояк         | 208   | 106  | 0,51          | 1929–1937 | «Наполі» (102), «Дженоа» (4) | [ 10 ] [ 95 ] |
| 80 | Італія               | Джино Армано         | 401   | 106  | 0,26          | 1946–1959 | «Алессандрія» (8), «Інтернаціонале» (73), «Торіно» (25) | [ 18 ]        |

## 81— 93
| №  | Країна             | Гравець             | Матчі | Голи | Голів за матч | Роки      | Клуби | Пр.                     |
| -- | ------------------ | ------------------- | ----- | ---- | ------------- | --------- | --- | ----------------------- |
| 81 | Італія             | П'єтро Анастазі     | 338   | 105  | 0,31          | 1967–1981 | «Варезе» (11), «Ювентус» (78), «Інтернаціонале» (7), «Асколі» (9)                                         | [ 96 ]                  |
| 82 | Італія             | Джино Каппелло      | 301   | 104  | 0,35          | 1940–1956 | «Мілан» (29), «Болонья» (75)                                                                              | [ 16 ] [ 97 ]           |
| 83 | Аргентина          | Лаутаро Мартінес    | 205   | 103  | 0,5           | 2018–2024 | «Інтернаціонале» (103)                                                                                    |                         |
| 84 | Італія             | Фабріціо Мікколі    | 259   | 103  | 0,40          | 2002–2013 | «Перуджа» (9), «Ювентус» (8), «Фіорентіна» (12), «Палермо» (74)                                           | [ 98 ]                  |
| 85 | Румунія            | Адріан Муту         | 271   | 103  | 0,38          | 1999–2012 | «Верона» (16), «Парма» (18), «Ювентус» (7), «Фіорентіна» (54), «Чезена» (8)                               | [ 99 ]                  |
| 86 | Колумбія           | Луїс Мур'єль        | 328   | 103  | 0,31          | 2011–2024 | «Лечче» (7), «Удінезе» (15), «Сампдорія» (21), Фіорентіна» (6), «Аталанта» (54)                           |                         |
| 87 | Бразилія           | Серджо Клерічі      | 336   | 103  | 0,31          | 1960–1978 | «Лекко» (7), «Болонья» (19), «Аталанта» (9), «Верона» (18), «Фіорентіна» (20), «Наполі» (29), «Лаціо» (1) | [ 100 ]                 |
| 88 | Німеччина          | Олівер Біргофф      | 220   | 102  | 0,47          | 1991–2003 | «Асколі» (2), «Удінезе» (57), «Мілан» (36), «К'єво» (7)                                                   | [ 101 ]                 |
| 89 | Італія             | Томмазо Роккі       | 323   | 102  | 0,32          | 2002–2013 | «Емполі» (17), «Лаціо» (82), «Інтернаціонале» (3)                                                         | [ 102 ]                 |
| 90 | Італія             | П'єтро Паоло Вірдіс | 365   | 102  | 0,28          | 1974–1991 | «Кальярі» (11), «Ювентус» (17), «Удінезе» (12), «Мілан» (54), «Лечче» (8)                                 | [ 103 ]                 |
| 91 | Північна Македонія | Горан Пандев        | 493   | 101  | 0,2           | 2003–2022 | «Анкона» (1), «Лаціо» (48), «Інтернаціонале» (5), «Наполі» (19), «Дженоа» (28)                            | [ 104 ]                 |
| 92 | Італія             | П'єріно Праті       | 233   | 100  | 0,43          | 1966–1978 | «Мілан» (72), «Рома» (28)                                                                                 | [ 105 ]                 |
| 93 | Словаччина         | Марек Гамшик        | 409   | 100  | 0,24          | 2004–2019 | «Наполі»                                                                                                  | [ 106 ] [ 107 ] [ 108 ] |

- Гравці, позначені жирним шрифтом, продовжують ігрову кар'єру.
- Пожирнена позначка року означає, що футболіст — поточний гравець Серії A; його показники можуть покращуватись.

## Середня результативність
Найкращу середню результативність у Серії А має Гуннар Нордаль — 0,77. Всього в елітних дивізіонах Італії і Швеції забив 376 голів у 463 іграх (в середньому — 0,81).
Дані в таблиці наведені після закінчення сезону 2020/21.
| №  | Країна           | Гравець            | Матчі | Голи | Голів за матч | Роки      | Примітки |
| -- | ---------------- | ------------------ | ----- | ---- | ------------- | --------- | -------- |
| 1  | Швеція           | Гуннар Нордаль     | 291   | 225  | 0,77          | 1948–1958 | [ 109 ]  |
| 2  | Італія           | Альдо Боффі        | 163   | 109  | 0,67          | 1936–1943 | [ 17 ]   |
| 3  | Угорщина         | Стефано Ньєрш      | 236   | 153  | 0,65          | 1948–1956 | [ 45 ]   |
|    | Данія            | Йон Гансен         | 214   | 139  | 0,65          | 1948–1955 | [ 54 ]   |
| 5  | Україна          | Андрій Шевченко    | 208   | 127  | 0,61          | 1999–2006 | [ 64 ]   |
|    | Аргентина        | Гонсало Ігуаїн     | 224   | 125  | 0,61          | 2013–2020 | [ 65 ]   |
|    | Італія           | Анджело Ск'явіо    | 179   | 109  | 0,61          | 1929–1938 | [ 4 ]    |
| 8  | Італія           | Чіро Іммобіле      | 260   | 155  | 0,60          | 2008–2021 | [ 26 ]   |
| 9  | Аргентина        | Габрієль Батістута | 318   | 184  | 0,58          | 1991–2003 | [ 31 ]   |
| 10 | Італія           | Джузеппе Меацца    | 376   | 216  | 0,57          | 1929–1947 | [ 3 ]    |
|    | Франція          | Златан Ібрагімович | 256   | 147  | 0,57          | 2004–2021 | [ 39 ]   |
|    | Франція          | Давід Трезеге      | 214   | 123  | 0,57          | 2000–2010 | [ 66 ]   |
|    | Уругвай · Італія | Етторе Пурічеллі   | 212   | 120  | 0,57          | 1938–1949 | [ 13 ]   |

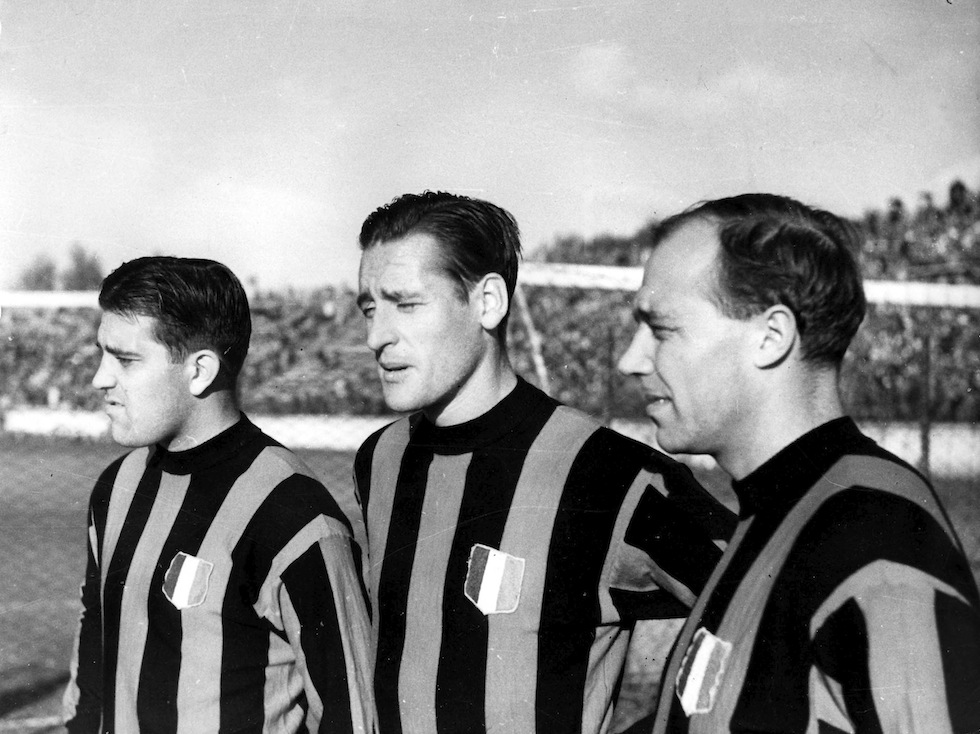
Тріо «Гре-Но-Лі» у складі «Мілана». Зліва найрезультативніший бомбардир-іноземець Серії А Гуннар Нордаль.

## Клуби
Список гравців. які забивали не менше 100 голів під час виступів в одній команді.
Дані в таблиці наведені після закінчення сезону 2022/23.
| Клуб             | Рекорд | Гравці- сотники | Пр.     |
| ---------------- | ------ | --- | ------- |
| «Рома»           | 250    | Франческо Тотті (250), Роберто Пруццо (106) | [ 110 ] |
| «Мілан»          | 210    | Гуннар Нордаль (210), Андрій Шевченко (127), Джанні Рівера (122), Жозе Алтафіні (120), Альдо Боффі (109) | [ 111 ] |
| «Інтернаціонале» | 197    | Джузеппе Меацца (197), Беніто Лоренці (138), Стефано Нерш (133), Алессандро Альтобеллі (128), Алессандро Маццола (116), Роберто Бонінсенья (113), Мауро Ікарді (111), Крістіан В'єрі (103), Лаутаро Мартінес (103) | [ 112 ] |
| «Удінезе»        | 191    | Антоніо Ді Натале (191) | [ 113 ] |
| «Ювентус»        | 188    | Алессандро Дель П'єро (188), Джамп'єро Боніперті (178), Омар Сіворі (135), Роберто Беттега (129), Феліче Борель (124), Йон Гансен (124), Давід Трезеге (123)                                                       | [ 114 ] |
| «Лаціо»          | 169    | Чіро Іммобіле (169), Сільвіо Піола (143), Джузеппе Сіньйорі (107) | [ 115 ] |
| «Кальярі»        | 156    | Луїджі Ріва (156) | [ 116 ] |
| «Фіорентіна»     | 152    | Габрієль Батістута (152), Курт Хамрін (150) | [ 117 ] |
| «Болонья»        | 141    | Карло Регуццоні (141), Еціо Паскутті (130), Анджело Ск'явіо (109), Джино Півателлі (105) | [ 118 ] |
| «Торіно»         | 134    | Паоло Пулічі (134), Андреа Белотті (100) | [ 119 ] |
| «Сампдорія»      | 132    | Роберто Манчіні (132), Фабіо Квальярелла (101) | [ 120 ] |
| «Сассуоло»       | 122    | Доменіко Берарді (122) | [ 121 ] |
| «Наполі»         | 113    | Дріс Мертенс (113), Антоніо Вояк (102), Марек Гамшик (100) | [ 122 ] |
| «К'єво»          | 112    | Серджо Пелліссьє (112) | [ 123 ] |